# Пантелеимон (Ризос)
Митрополи́т Пантелеи́мон (греч. Μητροπολίτης Παντελεήμων, в миру Хри́стос Ри́зос греч. Χρήστος Ρίζος; 1925, Панормос — 23 июля 2007, Тира) — епископ Элладской православной церкви, митрополит Фирский, Аморгосский и Островов (1957—1983).

## Биография
Родился в 1925 году в посёлки Пирго (Панормос) на Тиносе, в Греции.
26 июля 1950 года был пострижен в монашество с именем Пантелеимон и 25 сентября 1950 года был хиротонисан во иеродиакона.
В 1958 году окончил богословский институт в Афинского университа.
25 мая 1958 года состоялась его хиротония во иеромонаха после чего он служил проповедником в Сирской митрополии, а с 1968 по 1974 год — в Афинской архиепископии.
7 мая 1984 года был хиротонисан во епископа и возведён в достоинство митрополита Фирского, Аморгосского и Островов. 2 декабря 2002 года ушёл на покой по состоянию здоровья.
Скончался 23 июля 2007 года.